# Roncus trojan
Roncus trojan är en spindeldjursart som beskrevs av Bozidar P.M. Curcic 1993. Roncus trojan ingår i släktet Roncus och familjen helplåtklokrypare. Inga underarter finns listade i Catalogue of Life.